# Ophthalmitis subpicaria
Ophthalmitis subpicaria är en fjärilsart som beskrevs av John Henry Leech 1897. Ophthalmitis subpicaria ingår i släktet Ophthalmitis och familjen mätare. Inga underarter finns listade i Catalogue of Life.